# Heinrich Reiser (Gestapo)
Heinrich Josef Reiser (* 17. Oktober 1899 in Ehingen; † nach 1963) war ein deutscher SS-Offizier sowie Mitarbeiter der Geheimen Staatspolizei und des SD. Von 1950 an war er Geheimdienstmitarbeiter der Organisation Gehlen und des daraus entstandenen Bundesnachrichtendienstes.

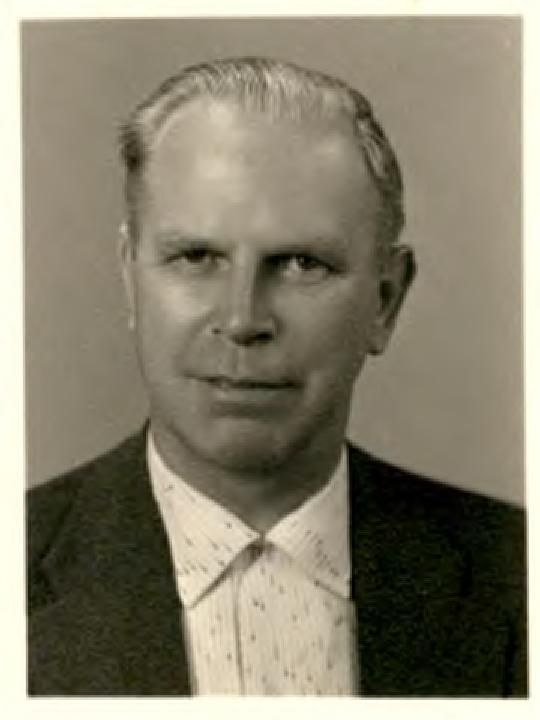
Heinrich Reiser 1955

## Leben

### Ausbildung und Tätigkeiten bis 1930
Reiser war Sohn eines Maurers. Er wurde katholisch erzogen und besuchte zunächst die örtliche Volksschule. Da die Familie unter finanziell beschränkten Bedingungen lebte, wurde der als begabt geltende Reiser im Mai 1913 zur weiteren Ausbildung in eine italienische Dependance des Männerordens der Fratelli delle Scuole Cristiane in Favria bei Turin geschickt. Dort lernte er neben Italienisch auch Französisch und Englisch. Nachdem Italien auf Seiten der Entente in den Ersten Weltkrieg eingetreten war, wurde Reiser aber als unerwünschter Ausländer des Landes verwiesen. In Deutschland arbeitete er zunächst für den Vaterländischen Hilfsdienst. 1917 wurde er Soldat und geriet in englische Kriegsgefangenschaft, aus der er 1919 krank entlassen wurde. Bis 1920 lag er in einem Militärhospital.
Nach Besuch der Handelsschule erlernte Reiser in Stuttgart den Beruf des Elektromonteurs. Danach lebte und arbeitete er als Techniker sowie Kaufmann mehrere Jahre im Ausland, ab 1927 in Brasilien. Durch die Weltwirtschaftskrise arbeitslos geworden, kehrte Reiser 1931 mittellos nach Deutschland zurück. Der Versuch, sich selbständig zu machen, scheiterte, Reiser konnte seine Arbeitslosigkeit nur gelegentlich durch Aushilfstätigkeiten unterbrechen.

### SS-Mann und Gestapo-Beamter 1931–1945
1931 trat Reiser der SS (SS-Nummer 21.844) und zum 1. Februar 1932 der NSDAP bei (Mitgliedsnummer 887.100). Aus der Kirche trat er aus. Am 20. September 1933 wurde er als arbeitsloser SS-Mann der Politischen Polizei, der späteren Gestapo, in Stuttgart als Hilfspolizist zugeteilt. Damit begann Reisers „eigentliche Karriere“, so der Historiker Michael Stolle, da „er es rechtzeitig verstanden hatte, im krisengeschüttelten Deutschland auf das richtige Pferd zu setzen“:
Dem Sozialhistoriker Christoph Rass zufolge war Heinrich Reiser in den folgenden Jahren trotz seines relativ niedrigen SS-Ranges „an wichtigen Stellen des NS-Machtapparates“ tätig. Im Juli 1935 wurde er als SS-Untersturmführer stellvertretender Leiter der Dienststelle Württemberg beim Sicherheitsdienst des Reichsführers SS, 1936 SS-Obersturmführer und am 1. März 1939 Kriminalkommissar. Vom März bis September 1939 war Reiser dann stellvertretender Leiter des Judenreferats der Gestapo Karlsruhe. 1939 wurde Reiser zum Einsatzkommando „Stossberg“ im tschechischen Tábor abgestellt. Bis Oktober 1940 übernahm er dort die Leitung der Gestapo-Außenstelle. Danach wurde er ins besetzte Paris versetzt, wo er bis 1942 als SS-Hauptsturmführer das Referat „Abwehr-Kommunismus-Marxismus“ beim Befehlshaber der Sicherheitspolizei und des SD leitete.
Von November 1942 an war Reiser beim Pariser Sonderkommando Rote Kapelle, das vom SS-Hauptsturmführer und Kriminalrat Karl Giering geleitet wurde und nach sowjetischen Spionen suchte. Die bei der Fahndung verhafteten Verdächtigen wurden dabei vom Sonderkommando misshandelt. Reiser selbst will bei den Ermittlungen nur „mit polizeilichen Angelegenheiten“ befasst gewesen sein. Als der krebskranke Giering im Sommer 1943 seinen Posten aufgeben musste, übernahm Reiser kurzzeitig die Führung des Pariser Sonderkommandos, bis im August 1943 der aus der Berliner Zentrale kommende Heinz Pannwitz die Leitung übernahm.
Ab Mitte 1943 bis 1945 war Reiser nach Rückkehr zur Gestapo Karlsruhe Leiter des Sonderkommissariats Reiser, mit dem er gegen eine Widerstandsorganisation von sowjetischen Zwangsarbeitern vorging. Dabei kam es zu „brutalsten Folterungen“ und „Sonderbehandlungen“, also der Ermordung von Zwangsarbeitern. Kurz vor Kriegsende war er noch wenige Monate in einer Volksgrenadier-Division, mit der er 1945 in französische Kriegsgefangenschaft geriet.

### Nachkriegszeit
Heinrich Reiser wurde nach seiner Gefangennahme nach Frankreich überstellt, wo er vom Geheimdienst befragt wurde. Im Juli 1949 wurde er aber ohne Verfahren nach Deutschland entlassen. Aufgrund eines von der Staatsanwaltschaft Karlsruhe begonnenen Ermittlungsverfahrens wegen des Verdachts auf Misshandlung und Mord an Zwangsarbeitern wurde Reiser wenig später inhaftiert, aber im Frühjahr 1950 wegen unzureichender Beweislage aus der Untersuchungshaft entlassen. 1951 durchlief er ohne Probleme sein Entnazifizierungsverfahren.
Direkt nach seiner Freilassung wurde Reiser Anfang April 1950 von Alfred Benzinger für die Organisation Gehlen (OG) angeworben (als V-2629, Decknamen Hans Reiher, Hans Roesner, Hugo Reger, Hugo Hoss, Hans Reichardt). Nach Außen hin trat er als Industriekaufmann und Elektriker auf. Innerhalb der OG war Reiser bei der Karlsruher Generalvertretung L beschäftigt. Zunächst Ermittler, wurde er später stellvertretender Leiter einer Zweigstelle und leitete ab Februar 1957 eine eigene Ermittlergruppe in Stuttgart.
Bereits in französischer Haft hatte Reiser 1948 das Gerücht gestreut, die Rote Kapelle sei nur „scheintot“ und könne von der Sowjetunion jederzeit wieder aktiviert werden. Der britische Geheimdienst und das amerikanische Counter Intelligence Corps (CIC) hatten daraufhin vergeblich versucht, Reiser als „Spezialisten“ anzuwerben. Reiser gelang es, auch den OG-Chef Reinhard Gehlen von der Weiterexistenz dieser Spionageorganisation zu überzeugen und führte in den 1950er Jahren Ermittlungen gegen ehemalige Angehörige der „Roten Kapelle“ durch. Dazu warb er weitere ehemalige Gestapo-Mitarbeiter an.
1963 wurde Reiser als einer von 146 BND-Angehörigen durch die eigens dafür gegründete Organisationseinheit 85 auf seine NS-Vergangenheit hin überprüft. Reiser gestand seine Beteiligung an Hinrichtungen von Zwangsarbeitern während seiner Zeit bei der Gestapo Karlsruhe ein. Dennoch wurde er nicht sofort entlassen, sondern im Sommer 1964 bis zum Erreichen des gesetzlichen Pensionsalters im Oktober 1964 beurlaubt. Reiser wurde nie für seine Rolle im „Dritten Reich“ zur Rechenschaft gezogen.